# Mendefera
Mwendefera (tigrinska: መንደፈራ, tidigare Adi Ugri) är en stad i centrala Eritrea. Staden hade år 2012 cirka 64 000 invånare. Staden ligger i regionen Debub och i området Tekela.